# Changrong
Changrong är en köping i Kina. Den ligger i provinsen Jiangsu, i den östra delen av landet, omkring 150 kilometer nordost om provinshuvudstaden Nanjing. Antalet invånare är 30 102. Befolkningen består av 14 524 kvinnor och 15 578 män. Barn under 15 år utgör 13,0 %, vuxna 15-64 år 72 %, och äldre över 65 år 13,0 %.
Runt Changrong är det tätbefolkat, med 591 invånare per kvadratkilometer. Närmaste större samhälle är Wulie, 17,8 km sydost om Changrong. Trakten runt Changrong består till största delen av jordbruksmark.
Genomsnittlig årsnederbörd är 1 148 millimeter. Den regnigaste månaden är juli, med i genomsnitt 241 mm nederbörd, och den torraste är januari, med 30 mm nederbörd.